# Паскалево
Паскалево (болг. Паскалево) — село в Болгарии. Находится в Добричской области, входит в общину Добричка.

## История
В ходе второй Балканской войны в 1913 году Южная Добруджа была оккупирована румынскими войсками и село оказалось в составе Румынии, но в соответствии с Крайовским соглашением 1940 года было возвращено Болгарии.
В 1940 году в селе Паскалево было создано первое в Добрудже кооперативное земледельческое хозяйство "Искра".

## Политическая ситуация
В местном кметстве Паскалево, в состав которого входит Паскалево, должность кмета (старосты) исполняет Живко Христов Желев (Болгарская социалистическая партия (БСП)) по результатам выборов правления кметства.
Кмет (мэр) общины Добричка — Петко Йорданов Петков (Болгарская социалистическая партия (БСП)) по результатам выборов в правление общины.